# Marietta-Alderwood
Marietta-Alderwood – jednostka osadnicza w Stanach Zjednoczonych, w stanie Waszyngton, w hrabstwie Whatcom.